# Moringa oleifera
Moringa oleifera, conocido como moringa, ben, o malungáy en el español filipino, es una especie de árbol originario del norte de la India.

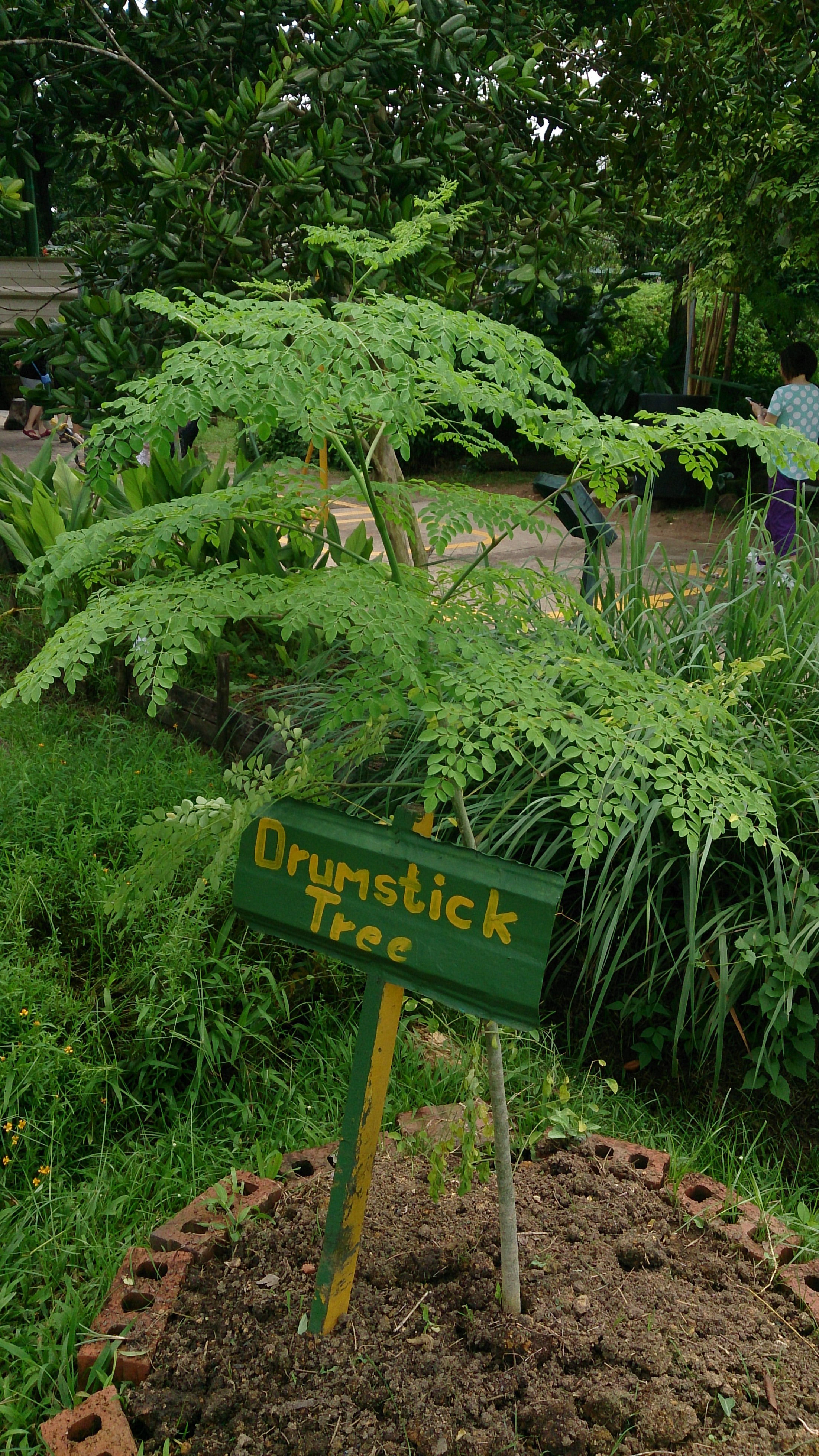
Vista de la planta

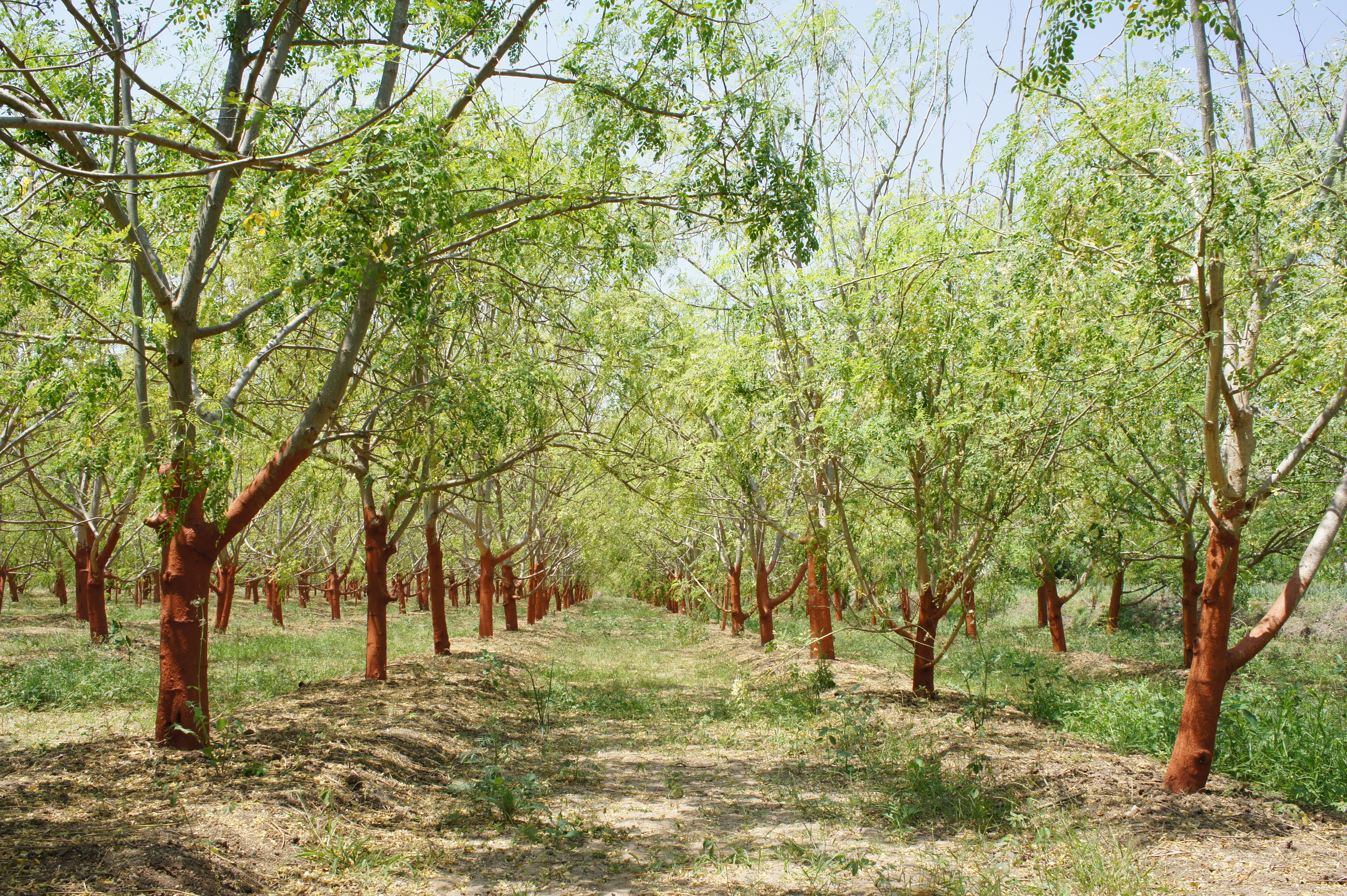
Cultivo

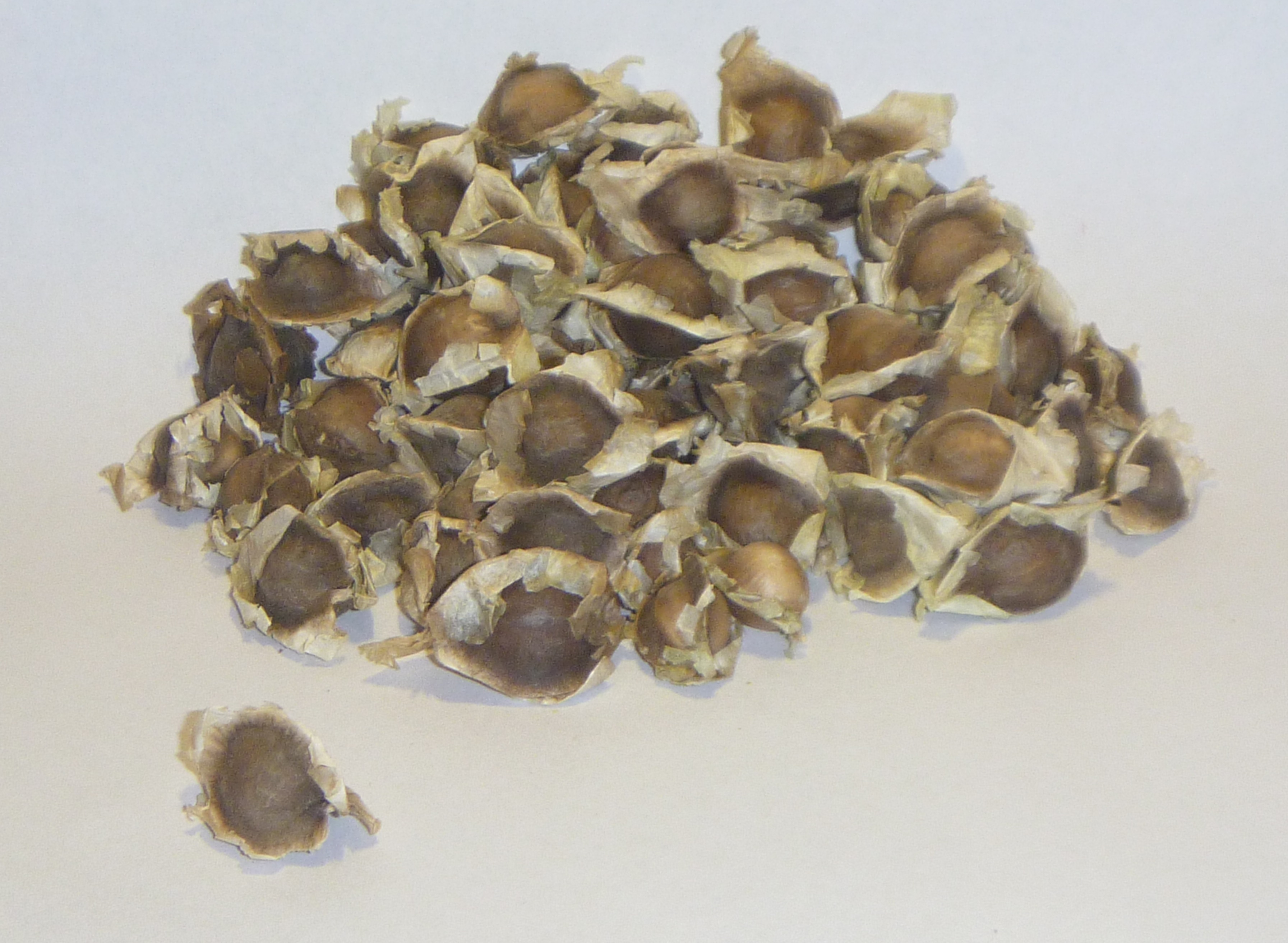
Semillas de Moringa oleifera.

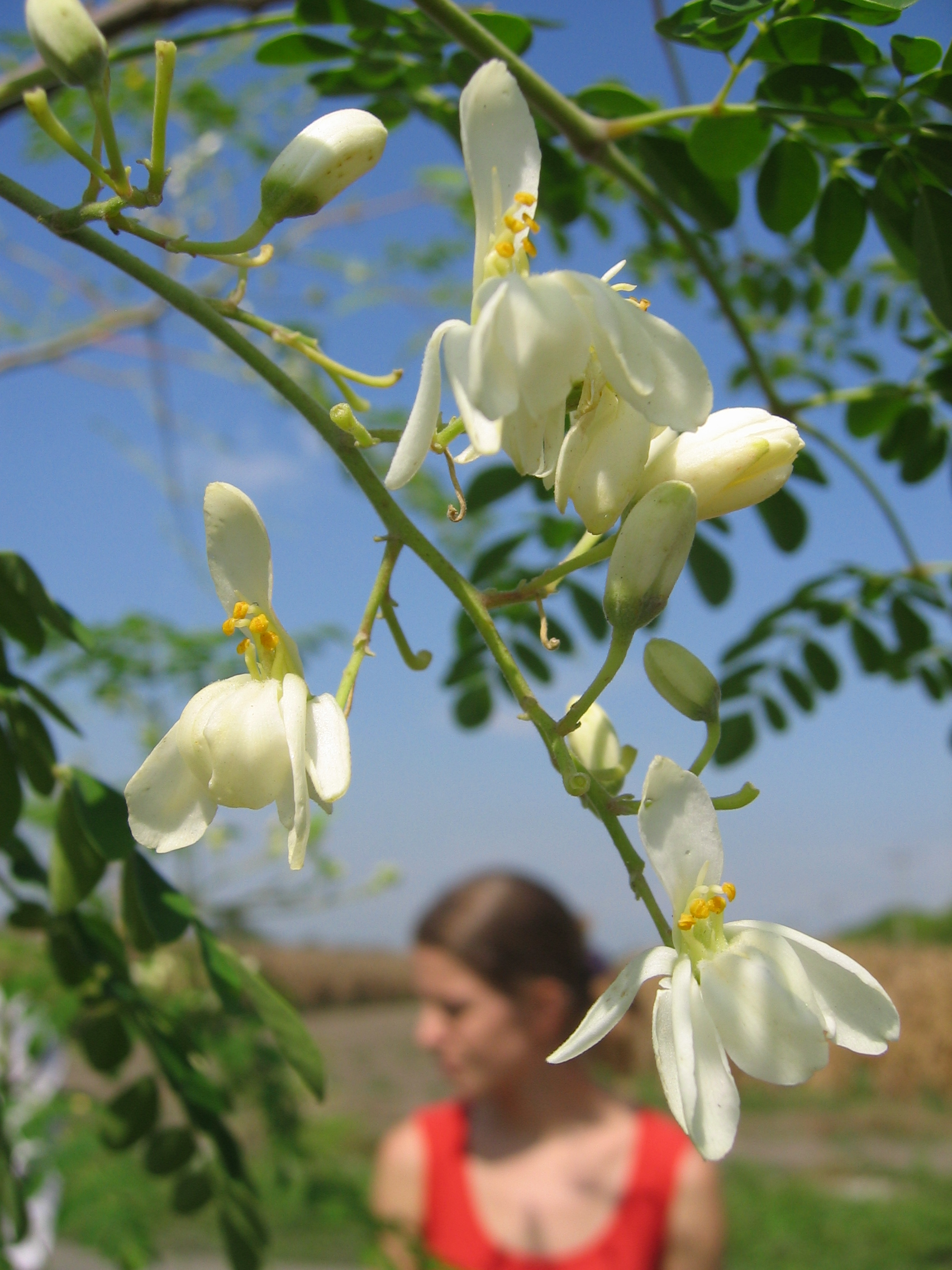
Flores

## Descripción
Es un árbol caducifolio. Presenta rápido crecimiento, unos 3 m en su primer año pudiendo llegar a 5 m en condiciones ideales; adulto llega a los 10 o 12 m de altura máxima. Tiene ramas colgantes quebradizas, con corteza suberosa, hojas color verde claro, compuestas, tripinnadas, de 30 a 60 cm de largo, con muchos folíolos pequeños de 1,3 a 2 cm de largo por 0,6 a 0,3 cm de ancho. Florece a los siete meses de su plantación. Las flores son fragantes, de color blanco o blanco crema, de 2,5 cm de diámetro. Produce vainas colgantes color marrón, triangulares, de 30 a 120 cm de largo por 1,8 cm de ancho, divididas longitudinalmente en 3 partes cuando se secan; cada una contiene aproximadamente veinte semillas incrustadas en la médula. Semillas de color marrón oscuro, con tres alas. Su rusticidad lo hace muy fácil de cultivar.

## Análisis químico
Cada 100 g, de vaina con semillas contienen 86,9 g de agua; 2,5 g de proteínas; 0,1 g de grasa, 8,5 g de carbohidratos, fibra 4,8 g, 2,0 g de ceniza; 30 mg de calcio, 110 mg de fósforo, 5,3 mg de hierro, 184 UI de vitamina A, 0,2 mg de niacina, 120 mg de ácido ascórbico, 310 µg de cobre y 1,8 µg de yodo. El núcleo de la semilla contiene 38,4 g de proteína cruda y 34,7% de aceite graso. El aceite de la semilla contiene 9,3% de ácido palmítico, 7,4% de ácido esteárico, 8,6% ácido behénico y 65,7% de ácido oleico Entre los ácidos grasos también han sido reportados los ácidos mirístico y lignocérico. La torta después de la extracción de aceite contiene 58,9% de proteína cruda.
Las hojas contienen por cada 100 g: 75 g de agua, 6,7 g de proteínas, 1,7 g de grasa, 14,3 g de carbohidratos, 0,9 g de fibra, 2,3 g de ceniza, 440 mg de calcio, 70 mg de fósforo, 7 mg hierro, 110 µg de cobre, 5,1 µg de yodo, 11.300 UI de vitamina A, 120 µg vitamina B, 0,8 mg de ácido nicotínico, 220 mg de ácido ascórbico y 7,4 mg de tocoferol. Se encuentran sustancias estrogénicas, incluyendo el compuesto β-sitosterol y una pectín esterasa.

## Usos

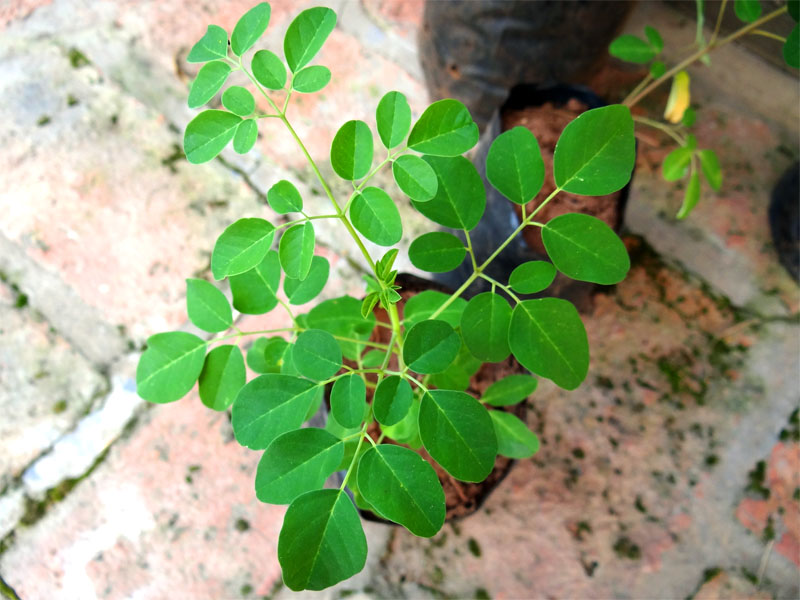
Planta de moringa.

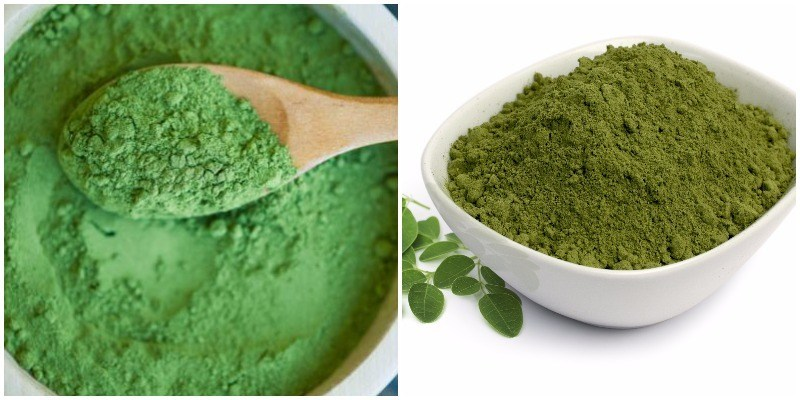
Moringa en polvo

### Gastronomía
El sabor de la moringa es agradable y sus partes se pueden comer crudas, especialmente las hojas y flores (que son de color crema y aparecen principalmente en épocas de sequía, cuando el árbol suele perder las hojas) o cocidas de varias formas (por ejemplo en guisos). Las flores son ricas en carbohidratos y tienen un buen sabor. Las hojas pueden usarse para hacer jugos y tienen un gusto suavemente picante (una mezcla entre berro y rabanito). Además da fruto en forma de vainas que, estando verdes, se pueden cocer y tienen gusto parecido a las judías o chauchas, cuando están maduras se hierven con un poco de sal, se abren y se extraen las semillas ya listas para consumir, de sabor parecido al garbanzo y también se pueden tostar. Sin embargo su sabor amargo puede permanecer tiempo después del consumo. Las raíces son comestibles, parecen zanahorias pero de gusto picante.

### Aceite
El aceite extraído de sus semillas tiene muchas aplicaciones. Más de la tercera parte del contenido de las semillas es aceite de alta calidad, rico en ácidos grasos insaturados.
Se puede utilizar en la preparación de ensaladas y como combustible para lámparas. También se cultiva como un importante recurso para fabricar biodiésel de calidad. El cultivo tiene un rendimiento de 2.500 kg/hectárea, produciendo casi 1.500 l de aceite y más de 1.400 l de biodiésel/ha, lo que ha llevado a que su cultivo se investigue en varios lugares del mundo.

### Purificación de agua
Las vainas y semillas son útiles para purificación del agua. Contienen un polielectrolito catiónico que ha demostrado su eficacia en el tratamiento del agua para consumo humano (eliminación de turbidez), en sustitución del sulfato de aluminio o de otros floculantes. Las semillas de moringa contienen proteínas catiónicas diméricas que absorben y neutralizan las cargas coloidales en agua turbia, haciendo que las partículas coloidales se agrupen, y facilitando su eliminación mediante decantación o filtrado. La ventaja de usar estas semillas es doble: sustituye productos importados por uno local de fácil acceso y, a diferencia del sulfato de aluminio, es completamente biodegradable.

### Agricultura y ganadería
En agricultura, las hojas son útiles como abono y como fungicida  contra los hongos que atacan las raíces. 
Sirve como forraje con una larga lista de características benéficas, ya que sirve tanto para ganado vacuno, porcino, ovino, caprino u avícola, entre otros, en los que genera importantes incrementos en el rendimiento, tanto de ganancia de peso como de producción de leche. Su madera sirve como leña y para hacer carbón o celulosa para papel de gran calidad.
Sus raíces se utilizan para producir un condimento.
En México, se cultiva en el Valle del Yaqui y en Nava, Sonora. En Sonora el Instituto Tecnológico de Sonora ITSON, ha realizado estudios científicos exhaustivos sobre las propiedades de la planta; dicha universidad tiene convenios de colaboración con el Instituto Nacional de Nutrición de la India. En el ITSON se han realizado innovadores estudios sobre la moringa, entre los que se puede mencionar:
- Hidrogeles de quitosano como soporte del péptido extraído de la semilla de moringa oleífera en el tratamiento de aguas.
- Aplicación de las perlas de quitosano y del péptido de Moringa oleifera en el tratamiento de aguas.
- Desarrollo y validación de un método analítico HPLC para la cuantificación de esteroles en Moringa oleifera.
- Caracterización de proteínas de semilla de Moringa oleifera por electrofóresis y HPLC.

### Suplemento dietético
Por su alto contenido de aminoácidos entre otros nutrientes hay quien lo considera un superalimento humano.

### Medicina
En el año 2006 se publica en la revista Phytotherapy Research por Farooq Anwar y otros, un artículo de revisión que señala las propiedades medicinales de la Moringa, entre ellos antihipertensivas, diuréticas,  en la disminución del colesterol, antiespasmódicos, antiulcerosas, hepatoprotectoras, antibacteriales, entre otras en proceso de investigación. La FAO en su publicación digital señala los beneficios de la moringa en procesos de nutrición y destaca como cualidades especiales que "los productos de moringa tienen propiedades contra el tripanosoma, la hipotensión, antiespasmódicas, anti-ulcerosas, anti-inflamatorias, hipocolesterolémicas e hipoglucémicas." avalando así las investigaciones científicas al respecto.

## Taxonomía
Moringa oleifera fue descrita por Jean-Baptiste Lamarck y publicado en Encyclopédie Méthodique, Botanique 1(2): 398. 1785.
Etimología
Moringa: nombre genérico que deriva del tamil Muringa (മുരിങ്ങ). La mayoría de los idiomas aplican un derivado fonético de este nombre para referirse a la planta. La moringa se denomina también marango, paraíso, paraíso blanco (Centroamérica), Ángela, jazmín francés (Col., P.R.), Palo de Abeja (R.D.), Palo Jeringa (Cuba), Perlas (Guatemala), Terebinto (El Salvador),  Jacinto (México), Reseda (España)[cita requerida], Ben, Libertad (Venezuela).
oleífera: epíteto, 'que produce aceite'. 
Sinonimia
- Guilandina moringa L.
- Hyperanthera moringa (L.) Vahl
- Moringa zeylanica Burmann[10]
- Moringa Pterysgosperma.